# Echeneidae
La famiglia Echeneidae comprende otto specie di pesci d'acqua salata, conosciute principalmente come remore, appartenenti all'ordine dei Perciformes.

## Distribuzione e habitat
Le remore sono diffuse in tutti gli oceani, dalle zone tropicali a quelle temperate. Abitano il mare aperto quanto le acque costiere, ovunque ci siano grossi animali a cui attaccarsi.

## Descrizione
Il corpo è allungato, sottile, con testa appuntita. La pinna dorsale e quella anale sono simmetriche e opposte, posizionate verso la parte terminale del corpo. La coda è allungata, poco lobata. La caratteristica principale di queste specie è una grossa porzione di tessuto piatto, di forma ovaloide, sulla fronte e sul dorso. Grazie a delle contrazioni muscolari il disco aderisce esattamente come una ventosa alle superfici piatte. In questo modo la remora si attacca alla pelle di grandi mammiferi marini, squali, tartarughe marine e pesci luna, facendosi trasportare velocemente.

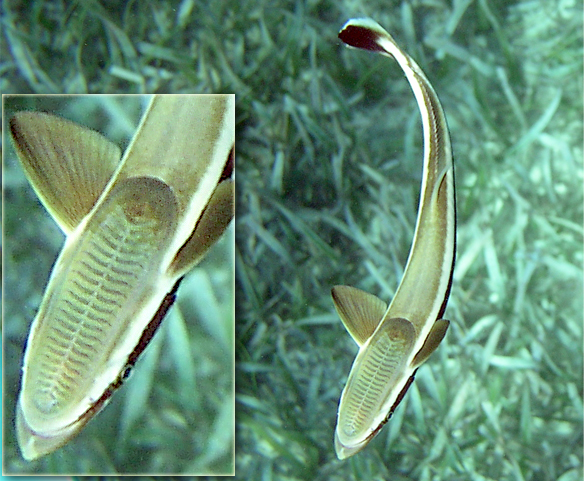
Una remora vista dall'alto: si noti la particolare conformazione del tessuto della ventosa

## Biologia
Sebbene gli squali siano i preferiti, le remore si attaccano anche ad altri animali, come mante, tartarughe marine, delfini e spesso anche alle imbarcazioni, e in antichità si credeva che questi pesci potessero impedire alle imbarcazioni di procedere.
A lungo si è creduto che la remora fosse uno sciacallo del mare, e che si cibasse dei rimasugli del pasto del suo ospite. Questo non è del tutto vero. Certo la remora può, occasionalmente, approfittare dei resti della caccia dello squalo, ma certo non può ottenere lo stesso dalle tartarughe marine o addirittura dalle imbarcazioni, su cui pure si fissa di frequente. La remora infatti è un cacciatore attivo, e si separa periodicamente dal suo ospite per andare in cerca dei pesci più piccoli di cui si nutre, e dipende dal suo ospite solo per un trasporto più agevole.

La forza della ventosa è sproporzionata rispetto alle dimensioni dell'animale, e può sostenere un peso molte volte superiore a quello della remora senza staccarsi né spostarsi.

## La pesca con la remora
La remora non ha valore commerciale, ma alcune popolazioni della fascia tropicale hanno trovato un loro valido impiego nella pesca alle tartarughe marine, che al contrario sono un valido supporto dell'economia di alcuni villaggi costieri.

Le remore vengono catturate e mantenute vive in acqua, e alla coda del pesce viene fissato un anello metallico collegato ad una lunga lenza. Il pesce viene dunque liberato e lasciato vagare, nella speranza che si attacchi ad una tartaruga. Sfruttando la grande forza della ventosa i pescatori possono dunque recuperare la tartaruga mediante la lenza e issarla in barca, impresa altrimenti impossibile per un sommozzatore.

## Tassonomia
Comprende 8 specie in 4 generi:
- Genere Echeneis
  - Echeneis naucrates Linnaeus, 1758
  - Echeneis neucratoides Zuiew, 1786
- Genere Phtheirichthys

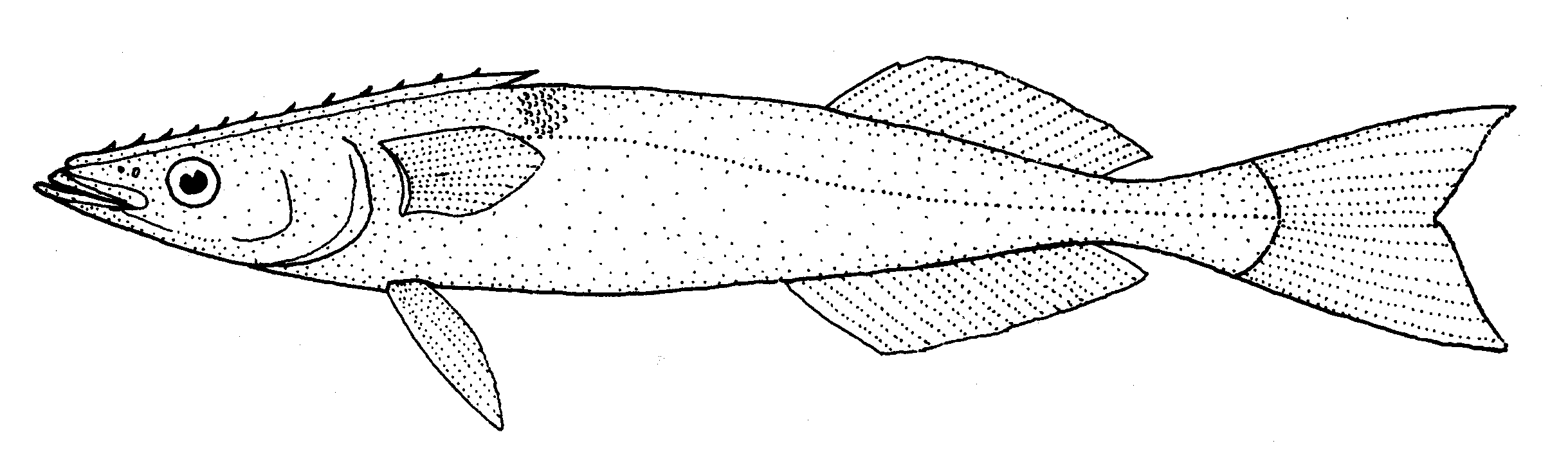
Remora brachyptera

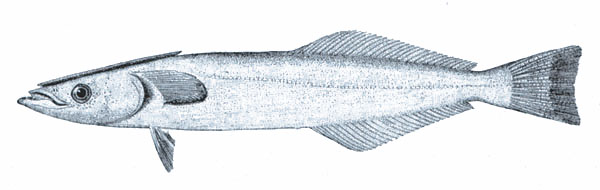
Remora remora

  - Phtheirichthys lineatus (Menzies, 1791)
- Genere Remora
  - Remora albescens (Temminck & Schlegel, 1850)
  - Remora australis (Bennett, 1840)
  - Remora brachyptera (Lowe, 1839)
  - Remora osteochir (Cuvier, 1829)
  - Remora remora Linnaeus, 1758

## Leggende
Gli antichi Romani attribuivano alle remore il potere di bloccare, con la forza della ventosa, le navi. Si narra che durante la battaglia di Azio abbiano trattenuto la nave ammiraglia di Antonio, permettendo ad Ottaviano Augusto di sorprenderlo. Il "bloccanavi" veniva anche considerato mortale se mangiato.